# Montouhotep
Le nom de Montouhotep (ou Mentouhotep) est un nom théophore porté par quatre rois de la XIe dynastie thébaine, dont Montouhotep II, qui restaure l'unité de l'Égypte après la division et les troubles de la Première Période intermédiaire, deux rois de la XIIIe dynastie et un de la XVIIe dynastie.
La XIe dynastie est issue d'une famille de dignitaires de Thèbes, dont le fondateur est Antef l'Ancien (vers -2140). Cette ville du quatrième nome de Haute-Égypte n'a joué durant l'Ancien Empire aucun rôle politique important. Elle devient, grâce à l'ascension de la XIe dynastie, la nouvelle capitale pharaonique pour près d'un millénaire.
Antef l'Ancien dirige depuis Thèbes une partie de la Haute-Égypte, à une époque où l'Égypte est divisée en plusieurs entités indépendantes à la suite de l'effondrement du pouvoir royal de Memphis. La Moyenne-Égypte est gouvernée depuis Hérakléopolis par les rois des IXe et Xe dynasties, rivaux des princes de Thèbes.

## Les Montouhotep
- XIe dynastie
  - Montouhotep Ier
  - Montouhotep II (Nebhepetrê)
  - Montouhotep III (Seânkharê)
  - Montouhotep IV (Nebtaouyrê)
- XIIIe dynastie
  - Montouhotep V (Merânkhrê)
  - Montouhotep VI (Soudjârê)
- XVIIe dynastie
  - Montouhotep VII (SeânkhenRê)

## Autres personnages
- Montouhotep, vizir de Sésostris Ier
- Montouhotep, reine de la Deuxième Période intermédiaire, épouse de Sekhemrê-Sementaouy Djehouty
- Montouhotep, vizir de Taharqa
- Montouhotep Resséneb, gouverneur à Éléphantine